# Stephan Weil
Pour les articles homonymes, voir Weil.
Stephan Peter Weil, né le 15 décembre 1958 à Hambourg, est un homme politique allemand membre du Parti social-démocrate d'Allemagne (SPD). Il est ministre-président de Basse-Saxe entre 2013 et 2025.
Il est responsable des finances de la municipalité de Hanovre entre 1991 et 2006. Cette année-là, il est élu bourgmestre de Hanovre en l'emportant dès le premier tour. Il est désigné en 2012 président de la branche du SPD en Basse-Saxe.
À la suite des élections régionales de 2013, il devient ministre-président à la tête d'une coalition « rouge-verte » avec Les Verts. Il se maintient au pouvoir après les élections anticipées de 2017 en formant une « grande coalition » puis après les élections de 2022 en reconstituant une alliance avec Les Verts. Il quitte le pouvoir après 12 ans de mandat au profit de son ministre de l'Économie, Olaf Lies.

## Biographie

### Jeunesse et formation
En 1965, il déménage à Hanovre, où il obtient son Abitur en 1977. Il effectue ensuite son service civil, puis entame, en 1978, des études supérieures de droit à l'université de Göttingen. Il passe avec succès son premier diplôme juridique d'État en 1983 et obtient le second trois ans plus tard, à l'issue de la période de stage obligatoire.

### Carrière de juriste
Il devient avocat en 1987, avant d'être nommé procureur régional deux ans plus tard, puis juge au tribunal d'instance de Hanovre en 1991. Il renonce à sa carrière judiciaire en 1994, pour intégrer la haute administration du ministère de la Justice de Basse-Saxe, où il travaille trois ans.

### Élu de Hanovre
Membre du SPD depuis 1980, désigné président de la section de Hanovre en 1991, il est élu responsable des finances municipales (Stadtkämmerer) en 1991, renonçant à ses fonctions au sein du parti. Il est réélu en 2004.
Au mois de mai 2006, il est investi candidat à la mairie de la ville par les sociaux-démocrates et l'emporte dès le premier tour, avec 52,3 % des voix, le 10 septembre suivant, face à un candidat chrétien-démocrate et à une candidate écologiste. Il est officiellement investi de sa charge le 1er novembre, mettant fin à trente-quatre ans de mandat de Herbert Schmalstieg.

### Élections régionales de 2013
Le 18 septembre 2011, il annonce sa volonté d'être chef de file du SPD de Basse-Saxe aux prochaines élections législatives régionales, attendues début 2013. Lors de la primaire du 27 novembre, il s'impose avec 53,3 % des voix contre le président régional du parti, Olaf Lies. À l'occasion d'un congrès extraordinaire à Oldenbourg, il est élu, le 20 janvier 2012, président du SPD de Basse-Saxe, par 95,5 % des suffrages exprimés. Investi dans la circonscription de « Hanovre-Buchholz » au mois de mars suivant, il est désigné, le 7 juillet, tête de liste régionale par 98,95 % des voix des délégués.
Le jour du scrutin, les sociaux-démocrates remportent 32,6 % des voix, en légère hausse de deux points, et 49 députés sur 137, derrière les chrétiens-démocrates (CDU) du ministre-président, David McAllister.
Toutefois, l'Alliance 90 / Les Verts (Grünen), avec 13,7 % des suffrages et 20 sièges, permet à la gauche de remporter la majorité absolue de justesse, soit 69 députés. Weil, élu dans sa circonscription avec 44 % des voix, se déclare alors prêt à gouverner, même avec un seul mandat d'avance.

### Ministre-président de la Basse-Saxe
Le 10 février suivant, les deux partis parviennent à un accord de coalition, qui accorde quatre ministères sur neuf aux Verts, dont le ministère de la Justice, et cinq aux sociaux-démocrates, dont les Finances. Il doit être ratifié par les deux formations le 16 février, l'élection de Weil étant programmée trois jours plus tard.
Il reçoit l'investiture du Landtag le 19 février, par 69 votes favorables, soit le nombre exact de parlementaires faisant partie de sa coalition. À ce titre, il prend, le 1er novembre 2013 pour une durée d'un an, la présidence tournante du Conseil fédéral (Bundesrat).
À l'issue des élections de 2017, il perd sa majorité en raison du faible score de ses partenaires écologistes. Il est cependant reconduit dans ses fonctions le 22 novembre par 104 voix sur 137 et forme un gouvernement de coalition avec la CDU.
Lors des élections du 9 octobre 2022, le SPD et les Verts retrouvent une majorité absolue et Stephan Weil est reconduit comme ministre-président le 8 novembre suivant. Il forme ainsi son troisième gouvernement.
Il annonce le 2 avril 2025 qu'il a l'intention de démissionner de son poste de ministre-président et de la présidence régionale du SPD au mois de mai. Il sera remplacé par Olaf Lies, ministre régional de l'Économie et perçu de longue date comme son dauphin.

### Vie privée
Marié depuis 1987 avec Rosemarie Kerkow, il est père d'un enfant, Niles, né la même année. La famille vit dans le quartier de Kirchrode, dans le sixième arrondissement de Hanovre, connu sous le nom de Kirchrode-Bemerode-Wülferode.